# Campionats Internacionals de Pilota del 2007
L'edició del 2007 dels Campionats Internacionals de Pilota va ser el VII Campionat Europeu (en francés Championnat d'Europe des Jeux de Paume), organitzada per la Confederació Internacional de Joc de Pilota, i es va celebrar a les ciutats belgues de Nivelles i Buizingen del 21 al 23 de setembre.
Els països participants foren Bèlgica, França, Itàlia, Països Baixos i la Selecció Valenciana de Pilota representant Espanya.
Cadascun d'ells té la seua modalitat pròpia: el Balle pelote belga, el Joc de pilota a mà frisó, el Longue paume francés, el Pallone italià, i la Pilota valenciana. Els jugadors belgues són professionals en la seua modalitat, hi ha també pilotaris professionals valencians però en altres modalitats (Escala i corda i Raspall), no en Llargues.
Les modalitats de jocs de pilota derivades de l'antic Jeu de paume a què competiren varen ser el Frontó internacional, el Joc internacional i les Llargues.
Les partides de Frontó internacional es varen jugar al Turncentrum Start 65 de Buizingen, mentre que les partides de Joc internacional i Llargues es jugaren al Parc de la Dodaine de Nivelles. Entrada gratuïta.

## Frontó internacional
El Frontó internacional va ser jugat per equips de 2 jugadors (amb un tercer de reserva), els jugadors podien emprar un guant sense reforç per a colpejar la pilota. Les partides consistien en 2 sets (a 11 punts cadascun) amb un tercer (a 7 punts) en cas d'empat a sets.
| Data     | Equip           | Equip           | Parcials                    | Resultat |
| -------- | --------------- | --------------- | --------------------------- | -------- |
| 21/09/07 | Itàlia          | Bèlgica         | (03-11) (01-11)             | 0-2      |
| "        | Sel. valenciana | Països Baixos   | (11-02) – (09-11) – (07–00) | 2-1      |
| "        | Bèlgica         | França          | (05–11) – (11–08) – (00–07) | 1-2      |
| 22/09/07 | Itàlia          | Països Baixos   | (01–11) – (01–11)           | 0-2      |
| "        | Sel. valenciana | França          | (03–11) – (06–11)           | 0-2      |
| "        | Bèlgica         | Països Baixos   | (11–08) – (11–05)           | 2-0      |
| "        | Itàlia          | França          | (00–11) – (03–11)           | 0-2      |
| 23/09/07 | Itàlia          | Sel. valenciana | (01–11) – (01–11)           | 0-2      |
| "        | Països Baixos   | França          | (00–11) – (00–11)           | 0-2      |
| "        | Bèlgica         | Sel. valenciana | (11–08) – (06–11) – (07–04) | 2-1      |

### Classificació de Frontó
| Selecció | Selecció    | Punts | Partides jugades | Partides guanyades | Partides perdudes | Jocs a favor | Jocs en contra | Diff |
| -------- | ----------- | ----- | ---------------- | ------------------ | ----------------- | ------------ | -------------- | ---- |
| 1        | francesa    | 8     | 4                | 4                  | 0                 | 92           | 28             | +64  |
| 2        | belga       | 7     | 4                | 3                  | 1                 | 84           | 66             | +18  |
| 3        | valenciana  | 5     | 4                | 2                  | 2                 | 81           | 61             | +20  |
| 4        | neerlandesa | 3     | 4                | 1                  | 3                 | 48           | 73             | -25  |
| 5        | italiana    | 0     | 4                | 0                  | 4                 | 11           | 88             | -77  |

## Joc internacional
Per limitacions de temps, les partides de Joc internacional es van jugar fins que un dels equips atansara 6 punts. En la classificació, l'equips guanyador suma 3 punts si la victòria ha sigut 6-2 o millor, d'altra manera (6-3 o pitjor) el vencedor suma 2 punts i el perdedor 1.
| Data     | Equip           | Equip           | Resultat |
| -------- | --------------- | --------------- | -------- |
| 21/09/07 | Bèlgica         | França          | 6-4      |
| "        | Sel. valenciana | Països Baixos   | 6-1      |
| "        | Bèlgica         | Itàlia          | 6-2      |
| 22/09/07 | Itàlia          | Sel. valenciana | 5-6      |
| "        | Països Baixos   | França          | 6-1      |
| "        | Bèlgica         | Sel. valenciana | 4-6      |
| "        | Itàlia          | Països Baixos   | 1-6      |
| 23/09/07 | Sel. valenciana | França          | 6-0      |
| "        | Bèlgica         | Països Baixos   | 5-6      |
| "        | Itàlia          | França          | 6-3      |

### Classificació de Joc internacional
| Selecció | Selecció    | Punts | Partides jugades | Partides guanyades | Partides perdudes | Jocs a favor | Jocs en contra | Diff |
| -------- | ----------- | ----- | ---------------- | ------------------ | ----------------- | ------------ | -------------- | ---- |
| 1        | valenciana  | 10    | 4                | 4                  | 0                 | 24           | 10             | +14  |
| 2        | neerlandesa | 8     | 4                | 3                  | 1                 | 19           | 13             | +6   |
| 3        | belga       | 7     | 4                | 2                  | 2                 | 21           | 18             | +3   |
| 4        | italiana    | 3     | 4                | 1                  | 3                 | 14           | 21             | -7   |
| 5        | francesa    | 2     | 4                | 0                  | 4                 | 8            | 24             | -16  |

## Llargues
Cal deixar clar que les Llargues són el mateix que el joc de pilota a mà autòcton belga, la Balle pelote, per tant les diferències a l'hora d'adaptar-s'hi són mínimes (una canxa una mica més ampla i llarga, i una pilota més blana).
Per limitacions de temps, les partides de Llargues es van jugar fins que un dels equips atansara 6 punts. En la classificació, l'equips guanyador suma 3 punts si la victòria ha sigut 6-2 o millor, d'altra manera (6-3 o pitjor) el vencedor suma 2 punts i el perdedor 1.
| Data     | Equip           | Equip           | Resultat |
| -------- | --------------- | --------------- | -------- |
| 21/09/07 | Sel. valenciana | Països Baixos   | 6-4      |
| "        | Bèlgica         | França          | 6-2      |
| "        | Bèlgica         | Itàlia          | 6-0      |
| "        | Itàlia          | França          | 1-6      |
| 22/09/07 | Sel. valenciana | França          | 6-2      |
| "        | Bèlgica         | Països Baixos   | 6-4      |
| "        | Itàlia          | Sel. valenciana | 0-6      |
| 23/09/07 | Països Baixos   | França          | 6-2      |
| "        | Bèlgica         | Sel. valenciana | 6-3      |
| "        | Itàlia          | Països Baixos   | 0-6      |

### Classificació de Llargues
| Selecció | Selecció    | Punts | Partides jugades | Partides guanyades | Partides perdudes | Jocs a favor | Jocs en contra | Diff |
| -------- | ----------- | ----- | ---------------- | ------------------ | ----------------- | ------------ | -------------- | ---- |
| 1        | belga       | 10    | 4                | 4                  | 0                 | 24           | 9              | +13  |
| 2        | valenciana  | 9     | 4                | 3                  | 1                 | 21           | 12             | +9   |
| 3        | neerlandesa | 8     | 4                | 2                  | 2                 | 20           | 14             | +6   |
| 4        | francesa    | 3     | 4                | 1                  | 3                 | 12           | 19             | -7   |
| 5        | italiana    | 0     | 4                | 0                  | 4                 | 1            | 24             | -23  |

## Quadre d'honor
| Modalitat                             | Campió          | Subcampió       |
| ------------------------------------- | --------------- | --------------- |
| VII Campionat Europeu (Bèlgica, 2007) |                 |                 |
| Frontó internacional                  | França          | Bèlgica         |
| Joc internacional                     | Sel. Valenciana | Països Baixos   |
| Llargues                              | Bèlgica         | Sel. Valenciana |

### Millor jugador
En la cerimònia de clausura, la CIJB proclamà el neerlandés Johan van der Meulen com a Millor jugador.

### Campió absolut
El Campió absolut és l'equip que ha aconseguit més punts en la classificació total d'acord amb la següent fórmula aplicada a cada modalitat:
- Campió: 4 punts.
- Subcampió: 3 "
- 3r lloc: 2 "
- 4t lloc: 1 "
- 5é lloc: 0 punts.

| Classificació | Equip         | Frontó | Joc Int. | Llargues | Puntuació |
| ------------- | ------------- | ------ | -------- | -------- | --------- |
| Campió        | País Valencià | 2      | 4        | 3        | 9         |
| Subcampió     | Bèlgica       | 3      | 2        | 4        | 9         |
| Tercer        | Països Baixos | 1      | 3        | 2        | 6         |
| Quart         | França        | 4      | 0        | 1        | 5         |
| Cinqué        | Itàlia        | 0      | 1        | 0        | 1         |

Atés que la selecció belga i la valenciana han sumat la mateixa xifra (9 punts), el següent factor és el nombre de victòries en totes les modalitats, essent, però, també iguals (9 per hom), de manera que s'aplica un altre factor, la quantitat de punts aconseguits en cada modalitat, el qual resulta també en un altre empat (24 punts).
Així que, en la reunió prèvia a la cerimònia d'entrega de premis, la CIJB decideix proclamar la Selecció Valenciana de Pilota com a Campiona Absoluta.

## Seleccions 2007

### Selecció belga
- Fotografia

Seleccionador:
- Jean-Luc Plaitin

Preparador:
- Claude Wery

Àrbitres:
- Daniel Cordier
- Eddy Peeters
- Johny Van Eesbeek

Jugadors:
| - Samuel Brassart - Philippe Demil - Ludovic Destrain - David De Vits - Benjamin Dochier - Steve Dugauquier |  | - Guillaume Dumoulin - Damien Famelart - Geoffrey Frebutte - Laurent Gobron - Franck Van Den Bulcke - Geert Vinck |

### Selecció francesa
Seleccionador:
- Eric Midavaine

Àrbitres:
- Jean-Pierre Charpentier
- Laurent Tollenaere

Jugadors:
| - Bruno Blanquet - Andy Couteau - Michaël Dhont - Conrad Dubois - Grégory Fontaine |  | - Laurent Joissains - Nicolas Picry - Loïc Potrich - Florian Toubeaux |

### Selecció italiana
Seleccionador:
- Sergio Corino

Preparadors:
- Roberto Campini
- Sergio Giunta

Àrbitres:
- Massimo Ardenti
- Roberto Ravinale

Jugadors:
| - Lorenzo Bolla - Gianluca Busca - Andrea Corino - Oscar Giribaldi - Paolo Neri |  | - Marco Ramazzotti - Enrico Rinaldi - Alessandro Simondi - Marco Vero |

### Selecció neerlandesa
Seleccionador:
- Pieter Tienstra

Preparador:
- Piet van Assen

Àrbitres:
- Peter de Bruin
- Sipke Hiemstra

Jugadors:
| - Johannes Boersma - Marten Feenstra - Robert Grovenstein - Marten Hiemstra - Pier Piersma |  | - Robert Rinia - Johan van der Meulen, Millor jugador - Michel van der Veen - Folkert van der Wei |

### Selecció valenciana
- Fotografia

Seleccionador:
- Pasqual Sanchis Moscardó, Pigat II

Preparador:
- Jaume Martí Martí

Psicòlegs:
- Rocío Gómez Gómez
- Rafael Díaz Cortinas

Àrbitres:
- Conrado Ferrando Borruel
- José María Cortell Chesa

Jugadors:
| - Álvaro de Tibi - David de Petrer - Ferdi de Godelleta - Héctor de Meliana - Jan de Murla - Màlia I de La Vall de Laguar |  | - Mario del Campello - Martines del Campello - Nacho de Beniparrell - Pasqual II de La Pobla de Vallbona - Santi de Finestrat |

Cal fer esment que tots ells, excepte Pasqual II, són jugadors aficionats.
La gran majoria d'ells, a més, venen del món de les Llargues, excepte Pasqual II del Frontó valencià, i Ferdi, Héctor i Nacho de la Galotxa.
Dels 11 jugadors, 6 n'eren debutants, i 5 menors de 25 anys.